# Joseph Delpire
Pour les articles homonymes, voir Delpire.
Joseph Delpire est un handballeur belge né le 21 juillet 1964 à Bruxelles. Il évoluait au poste d'arrière droit dans les clubs du Kraainem'72, du KV Sasja HC Hoboken, du Sporting Neerpelt, du HC Herstal-Liège, de l'Initia HC Hasselt ou du V&L Handbal Geleen. Il est à la retraite depuis 2006 et il portait le numéro 4.

## Carrière
Joseph débuta le handball à l'âge de huit ans au Kraainem'72, où avec il monta en puissance puisqu'il fut champion de Belgique en catégorie cadet.
À l'âge de 16 ans, il intégra l'équipe réserve du Kraainem'72 avec laquelle, lors de sa première année, il réussit à décrocher le titre de champion de division 3, remportant le test match face au HC Eynatten.
Lors de la saison 1983/1984, les jaunes et bleus culbute en division 2, Joseph ne voulant pas rester dans l'antichambre de l'élite du handball belge, décide de partir et de rejoindre la métropole et donc le KV Sasja HC Hoboken.
Au début, l'adaptation au niveau de jeu du club ne fut pas très facile pour Joseph dans la mesure où il accusait un retard au niveau physique, il jouait alors à l'aile droite mais il s'imposa très vite et retrouva son poste de prédilection à savoir l'arrière droit, il reçut même sa première sélection en équipe nationale au printemps 1985 et termine troisième buteur du championnat de Belgique lors de la saison 1985/1986, deuxième saison avec le club anversois.
Lors de la saison 1986/1987, le KV Sasja HC Hoboken réussit à atteindre la finale de la Coupe de Belgique, opposé au Sporting Neerperlt, les anversois concédèrent à une défaite de 21 à 19 dans une finale où le grand Jo inscrit 10 goals à Mietek Wojczak, le gardien-entraîneur du Sporting Neerpelt, celui-ci le voulait à tout prix dans son équipe et trois jours avant la clôture de la période des transferts, soit le 27 juin 1987, Joseph signait une licence pour le Sporting. Ce transfert fera des vagues dans le nord du pays.
Avec le club limbourgeois, Joseph conquis trois titre de champion de Belgique ainsi que deux Coupe de Belgique, c'est aussi avec ce club qu'il connut pour la première fois la coupe d'Europe et plus précisément la Coupe des clubs champions européens de handball lors de la saison 1988-1989 où le Sporting Neerpelt fut éliminé lors du premier tour par le club suisse de l'Amicitia Zurich, 44 à 39, Joseph connut deux autres fois la coupe d'Europe avec Neerpelt, les deux saisons suivantes lors de la même compétition où l'aventure européenne se termina au premier tour les deux fois.
Mais en 1990, Joseph Delpire las du Sporting Neerpelt veut à tous pris s'en aller, certaines rumeurs le croyaient en partance pour l'étranger et plus précisément aux Pays-Bas dans le club du HV Blauw-Wit Beek et cette rumeur était bien fondée puisque Joseph déclara qu'il avait signé un contrat avec Beek, mais plusieurs dirigeants de ce club ont démissionné, des joueurs cotés sont également partis, si bien que, face à ce manque d'ambition, Joseph demanda à casser son contrat, ce que Beek a accepté.
La nouvelle aussitôt connue, l'ancien club de Delpire, le KV Sasja HC Hoboken ainsi que le HC Herstal se mirent sur les rangs. Et c'est le club liégeois qui eut le dernier mot.
Dès sa première saison avec le club mosan sous la houlette de Thierry Herbillon, le grand Jo décroche avec lui son troisième titre de champion de Belgique, mais cette saison commença par la Coupe IHF, où après avoir éliminé le club suisse du ZMC Amicitia Zürich, les Liégeois se retrouvèrent au deuxième tour de la compétition mais face au célèbre club yougoslave du RK Borac Banja Luka, Herstal finit par se faire éliminer avec pourtant un 20 à 20 à Bressoux.
Lors de la saison 1991/1992, Joseph dispute avec son club, qualifié grâce au précédent titre de champion, la Coupe des clubs champions où le club liégeois se fit éliminer au premier tour par le club helvétique du Grasshopper Zurich.
Avec le HC Herstal-Liège, Joseph Delpire remporta également sa troisième Coupe de Belgique, à l'issue de la saison 1991/1992.
Mais ce parcours en bord de Meuse ne laissa pas que de bons souvenirs à Joseph puisqu'il fut entaché par l'"affaire Delpire", une affaire qui débute en mars de la saison 1992/1993 où Joseph signe un contrat avec Jean-Marie Valkeners, le président du club, stipulant qu'il restait sous contrat avec le club mosan pour une saison.
Cependant lors du début de la saison des transferts, Joseph dépose une demande de transfert pour rejoindre l'Initia HC Hasselt, mais le HC Herstal-Liège n'a pas trouvé d'accord avec le club flamand pour son transfert car Valkeners aurait demandé un million de franc belge (24 789.40 €) avant de redescendre à 700 000 mille franc belge (17 352.58 €), alors que Joseph valait 150 000 franc belge (3 718.41 €), Joseph déclara dès lors qu'il ne jouera pas avec le maillot de Herstal, cette saison.
Ce qu'il fit puisque Joseph resta au repos toute la saison 1993/1994, ce qui ne l'empêcha pas d'être repris en sélection alors que le tribunal rejeta sa plainte.
Finalement, un accord est trouvé en 1994 puisque malgré les réticences de Herstal et de son président Valkeners dont l'intransigeance lui a coûté un an de chômage forcé. Il a même tenté d'obtenir de la Fédération qu'elle radie à vie Joseph, la Commission des transferts officialisa son passage à Hasselt en 1994., où il exulta remportant avec ce club quatre titres de champion de Belgique ainsi que trois Coupe de Belgique, il reçut également la distinction de Meilleur handballeur de l'année URBH par un jury de spécialiste, à deux reprises.
En 2001, Joseph quitte la Belgique pour rejoindre le club néerlandais du V&L Handbal Geleen avec lequel il remporta le titre de Champion des Pays-Bas en 2002.
Il retourne en Belgique en 2005 dans son ancien club du KV Sasja HC Hoboken où il remporta son sixième titre de Championnat de Belgique avant de mettre un terme à sa carrière.

## Vie privée
Joseph Delpire est issu d'une famille nombreuse puisque outre sa sœur jumelle, Dominique, il a aussi deux frères Eddy et Yves. 
L'aîné de la famille a défendu par le passé la cage du club du Kraainem'72 alors que le benjamin fit partie du noyau de la Phalange bruxelloise qui milite en division II nationale. Un club qui a vu d'ailleurs le jour grâce notamment au Père Delpire, qui avec René Bura et autres Edouard De Pauw fondait en 1972 un club dans la périphérie de la capitale.

## Clubs successifs
- KV Sasja HC Hoboken (1984-1987)
- Sporting Neerpelt (1987-1990)
- HC Herstal (1990-1994)
- Initia HC Hasselt (1994-2001)
- V&L Handbal Geleen (2001-2003)
- V&L Handbal Geleen (2003-2005)
- KV Sasja HC Hoboken (2005-2006)

## Palmarès

### Club
Compétitions nationales
- Champion de Belgique (10) :
  - Sporting Neerpelt: 1987/1988, 1988/1989, 1989/1990
  - HC Herstal: 1990/1991
  - Initia HC Hasselt: 1994/1995, 1995/1996, 1996/1997, 1997/1998, 1998/1999
  - KV Sasja HC Hoboken: 2005/2006
- Coupe de Belgique (6) :
  - Sporting Neerpelt: 1987/1988, 1988/1989
  - HC Herstal: 1991/1992
  - Initia HC Hasselt: 1994/1995, 1997/1998, 1998/1999
- Championnat des Pays-Bas (1) :
  - V&L Handbal Geleen: 2001/2002

#### Distinction
- Deux fois Meilleur handballeur de l'année URBH en 1998 et 1999.
- Une fois Meilleur buteur de l'année lors de la saison 1998-1999.
- 185 sélection en équipe nationale entre 1986 et 2006.